# Rómadži

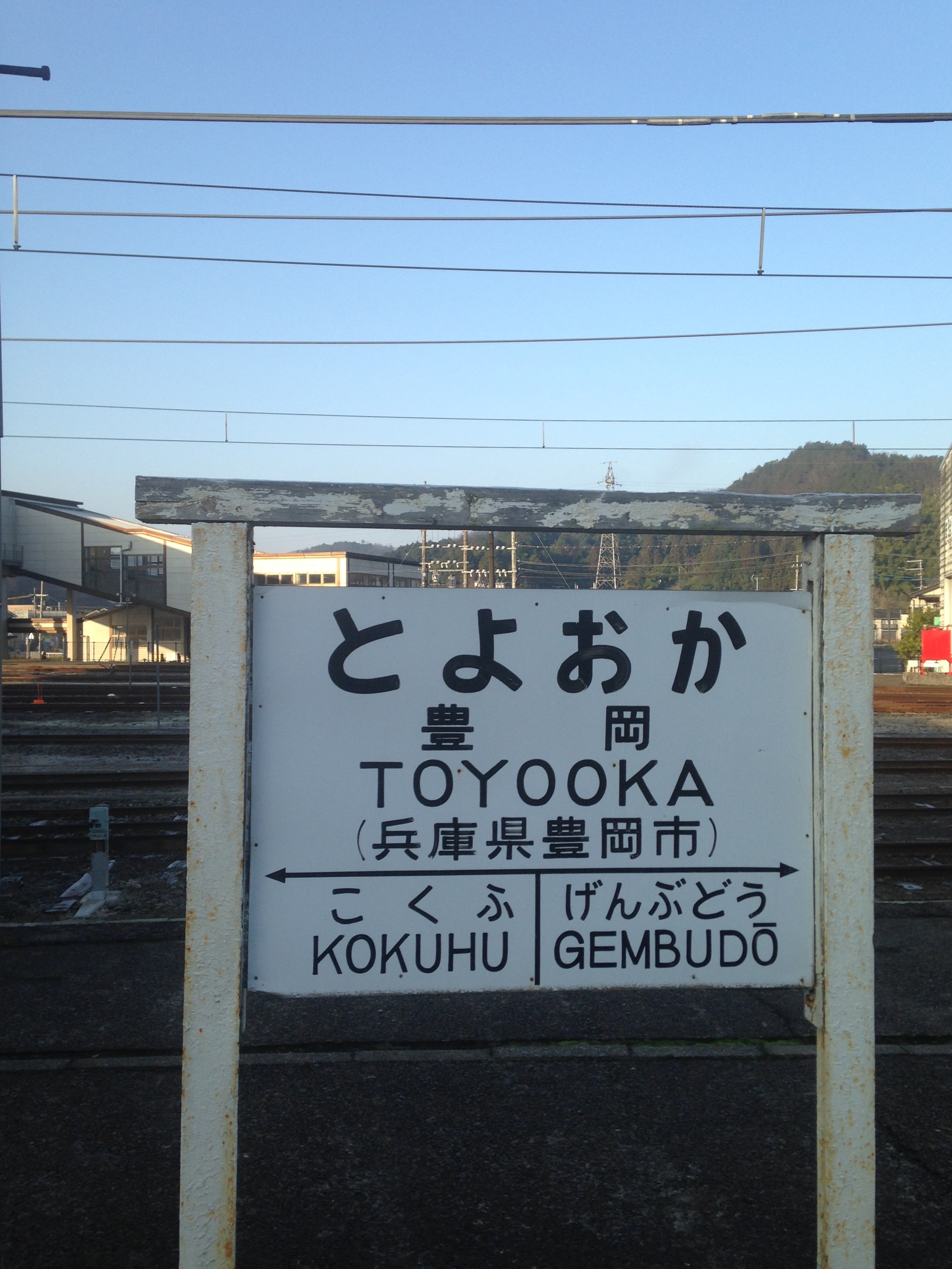
Přepis do latinky na železniční stanici v Japonsku.

Rómadži označuje přepis japonštiny do latinské abecedy. Japonština běžně používá k zápisu logogramy slabičných abeced (hiragany a katakany) a kandži. Od druhé světové války je rómadži vyučováno na japonských základních školách.
Zapisování japonštiny v latinské abecedě je potřebné zejména při psaní na počítači a psacím stroji, případně v případech, kdy výpočetní technika nepodporuje japonské znaky. Existuje několik různých systémů přepisu, mezi nejvýznamnější patří Hepburnův přepis (existuje několik jeho typů; je přizpůsoben pro anglicky mluvící uživatele), v českých textech se používá česká transkripce. V Japonsku samém se používá/používalo několik různých systémů přepisu, z nichž známější jsou kunreišiki rómadži (訓令式ローマ字) a kjúkjúšiki rómadži (99式ローマ字), vedle Hepburnova přepisu.